# Francis Preston Blair, Jr.

Francis Preston Blair, Jr. eller vanligen Frank Blair, född 19 februari 1821 i Lexington, Kentucky, död 9 juli 1875 i Saint Louis, Missouri, var en amerikansk politiker och general i nordstatsarmén. Han representerade delstaten Missouri i båda kamrarna av USA:s kongress, först i representanthuset 1857-1859, 1860, 1861-1862 samt 1863-1864 och sedan i senaten 1871-1873. Han var demokraternas vicepresidentkandidat i presidentvalet i USA 1868.

## Ungdom
Blairs far och namne Francis Preston Blair, Sr. var en nära vän  och rådgivare till president Andrew Jackson och den unge Frank växte upp i Washington i Vita Huset skugga. Fadern hade stora planer för sonen och såg honom som en framtida amerikansk president. Frank studerade vid Yale och University of North Carolina men blev relegerad från bägge. Han tog examen vid College of New Jersey 1842, men examensbeviset utfärdades inte förrän ett år senare på grund av de allvarliga förseelser som Blair gjort sig skyldig till under slutet av sista terminen. I väntan på sitt akademiska diplom studerade han juridik under ett år vid Transylvania University.

## Mexikanska kriget
1843 flyttade Frank Blair till Saint Louis där han praktiserade som advokat tillsammans med sin bror Montgomery. Men han kände sig sjuklig och begav sig 1845 västerut längs Santa Fe Trail för att återfå hälsan,  och tillbringade vintern 1845-1846 i Bent's Fort. På sommaren anslöt han sig till den amerikanska kolonn som ryckte fram för att erövra New Mexico. I Santa Fe utnämnde de amerikanska militärmyndigheterna honom till Attorney General. Blair återvände 1847 till Saint Louis och ingick äktenskap.  

## Slaverimotståndare
Efter det mexikanska kriget engagerade sig Frank Blair i politiken, där han stödde Free Soil Party och arbetade för Martin Van Buren i presidentvalet 1848. Han stödde också den slaverifientlige demokraten Thomas Hart Benton  i flera valkampanjer.  Blair köpte och drev en tidning tillsammans med sin kusin B. Gratz Brown och andra, vars politiska inriktning fokuserade sig på motstånd mot Kansas-Nebraskalagen. Vid presidentvalet 1856 stödde han John C. Frémont. Blair blev själv invald i kongressen och framträdde som en av de ledande inom det nybildade Republikanska partiet. Blair stödde Abraham Lincoln vid presidentvalet 1860 och bedrev valkampanjer för honom i Missouri, Illinois och Pennsylvania. Lincoln utnämnde Franks bror Montgomery till postminister medan deras far blev en nära rådgivare till presidenten. 

## Politisk general
Efter valet av Lincoln men innan han tillträtt presidentämbetet utträdde ett antal stater ur Förenta Staterna. I Missouri var läget komplicerat; en majoritet av befolkningen ville hålla sig neutral, den nyvalde guvernören Claiborne Fox Jackson var en aktiv separatist som ville att slavstaten Missouri skulle förena sig med Amerikas konfedererade stater, medan den stora tyska invandrarbefolkningen var unionistiskt sinnade och hatade slaveriet. Frank Blair var en kompromisslös unionist som gjorde allt för att bevara Missouri i den federala unionen. Genom sina kontakter i Washington ordnade han att den glödande abolitionisten kapten Nathaniel Lyon vid den reguljära armén kommenderades som chef för den federala arsenalen i Saint Louis. Tillsammans organiserade de ett hemvärn huvudsakligen bestående av tyska invandrare och med detta omringade de på våren 1861 statsmilisens läger och avväpnade styrkan. Efter en kortare vapenvila fortsatte den unionistiska offensiven på sommaren 1861 mot Missouris huvudstad Jefferson City och fördrev den separatistiske guvernören Jackson och dennes separatistiska trupper. 
Efter att ha säkrat Missouri för unionen återvände kongressmannen Blair till Washington och ställde upp i valet till representanthusets talman. Efter sydstaternas unionsutträde hade republikanerna en bekväm majoritet, men Blair blev besegrad av en annan republikan, Galusha Grow eftersom många republikanska kongressmän var skeptiskt inställda till Blairs konservativa republikanism. Familjen Blair hade ordnat så att John Frémont blivit utnämnd till militärbefälhavare i Department of the West med stab i Saint Louis.  Där raserades snart relationerna mellan Frank Blair och Frémont på grund av den sistnämndes radikala politik och korrupta upphandlingar. Till slut avsatte president Lincoln Frémont från militärbefälhavarskapet. Blair återvände till kongressen som ordförande i militärutskottet, men då kongressen tog sommaruppehåll 1862 begav han sig tillbaka till Missouri där han genom egna ansträngningar rekryterade en brigad och konstituerades till överste. 

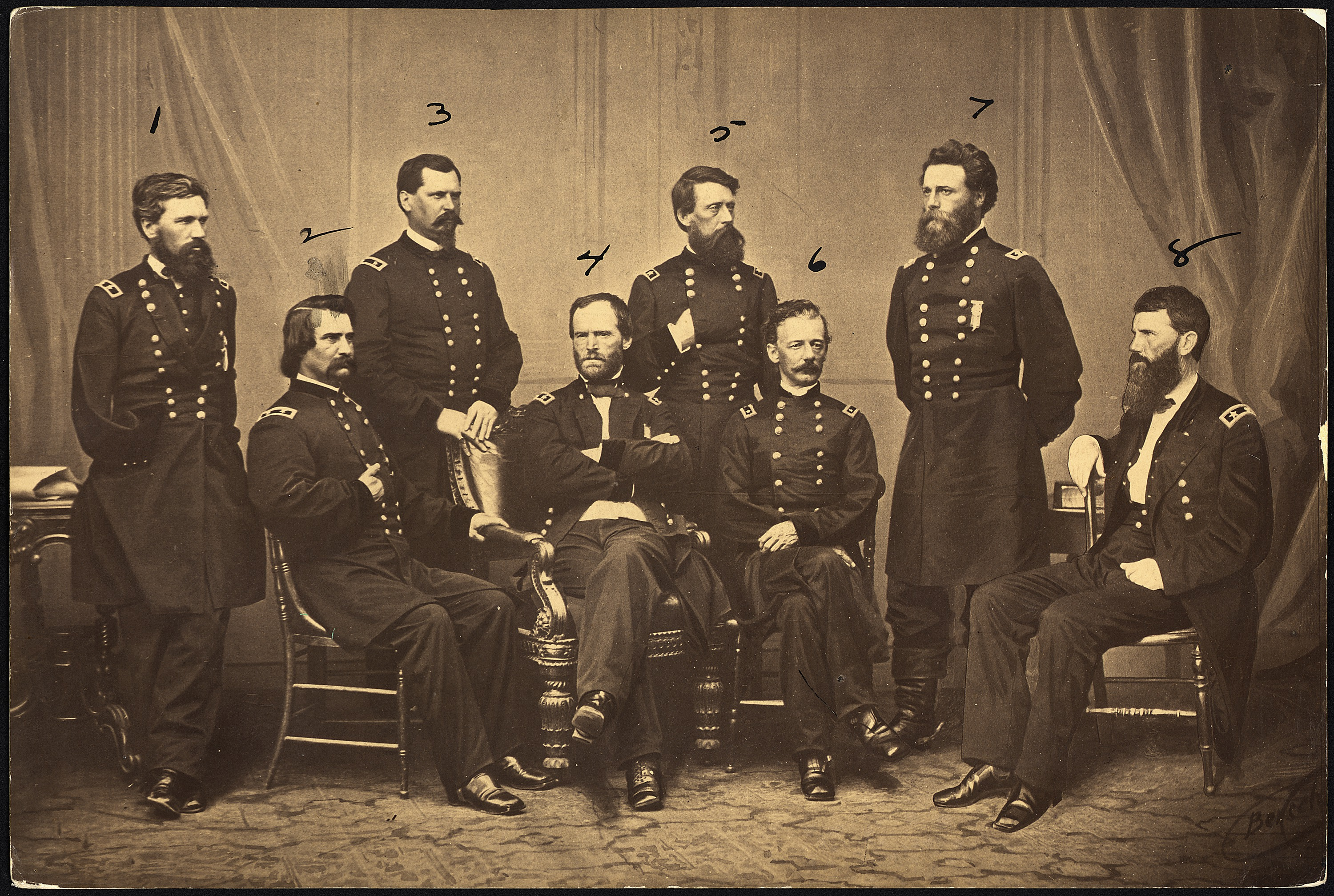
General Sherman och hans närmaste underordnade. Frank Blair är nummer 8.

Frank Blair befordrades snart till brigadgeneral och brigadchef. Han stred i slaget vid Chichasaw Bluffs 1862 och utmärkte sig vid belägringen av Vicksburg 1863. Sherman som till att börja med varit kritiskt inställd till den politiske Blair utnämnde honom 1863 till armékårchef. Som kårchef deltog han i Chickamaugafälttåget 1863. Efter Chickamauga återvände Blair till kongressen där han i ett brandtal i början på 1864 riktade förödande anklagelser mot Lincolns finansminister Salmon P. Chase. Blair anklagde den radikale finansministern för korruption och för att med skattebetalarnas pengar ha byggt upp en politisk maskin inför presidentvalet 1864. Angreppet ledde till att Chase offentligen avsade sig alla aspirationer som presidentkandidat. Efter angreppet tog den radikala republikanska fraktionen upp ett överklagande över kongressvalet 1862 som en motkandidat hade ingivit och beslöt att ge Blairs kongressplats till denne. Blair återvände till armén och deltog som kårchef i slaget om Atlanta och Shermans marsch mot havet 1864 samt Carolinafälttåget 1865.

## Konservativ oppositionspolitiker

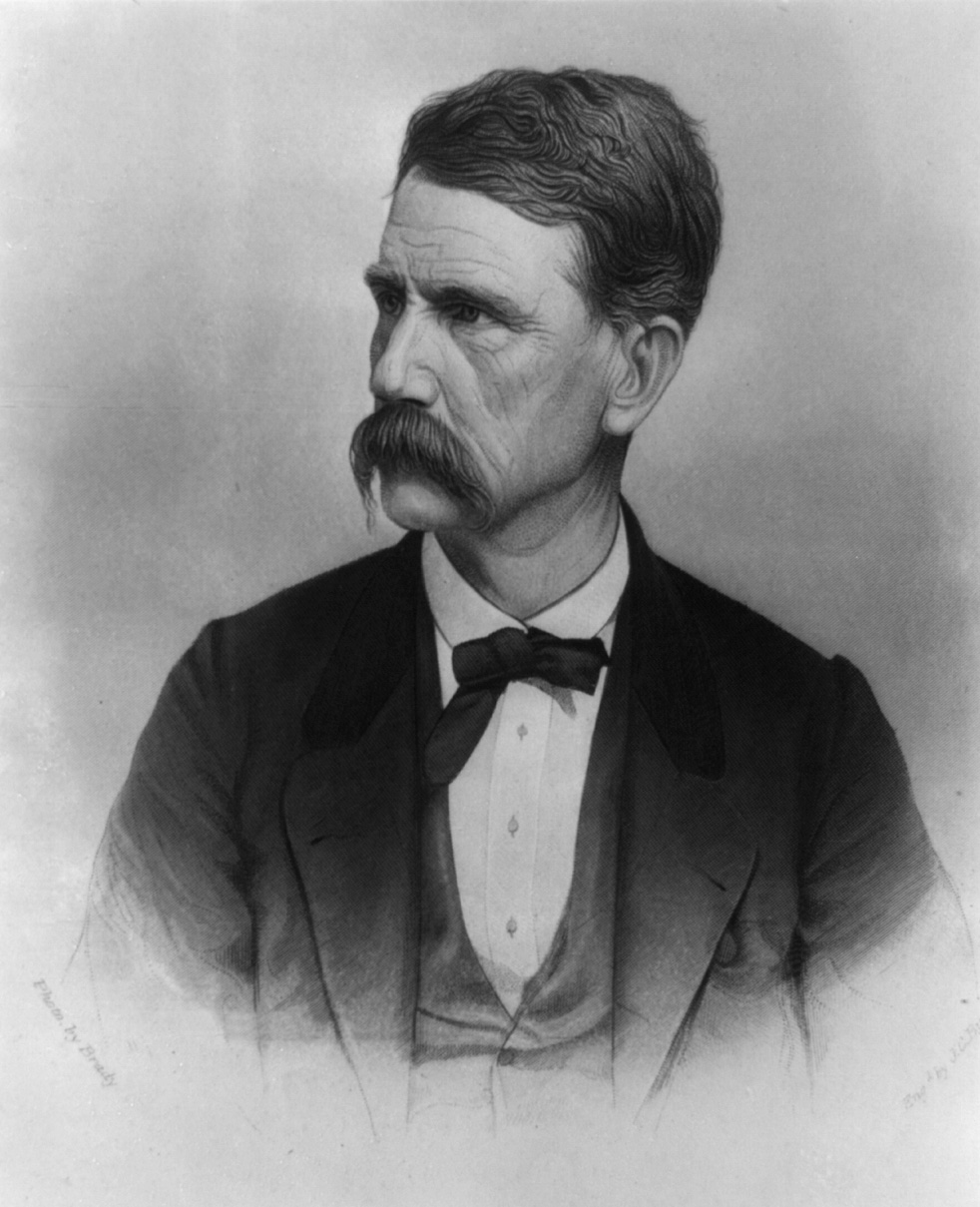
Frank Blair mot slutet av livet.

Efter kriget återvände Frank Blair till Saint Louis och återupptog sin advokatpraktik. Hans förmögenhet hade använts för att rekrytera trupper och han stod på ruinens brant. Politiskt tog Blair ställning för president Andrew Johnson och mot de radikala republikanerna. I Missouri tog han avstånd från de radikala republikaner som kontrollerade delstaten politisk, anslöt sig till det demokratiska partiet och bekämpade domstolsvägen radikal lagstiftning med yrkesförbud och fråntagen rösträtt för tidigare rebeller. Blair förespråkade en försoningspolitik gentemot sina gamla motståndare och ville begränsa de politiska och sociala konsekvensera av inbördeskriget och slaveriets avskaffande.  President Johnson nominerade Blair som amerikanskt sändebud till Österrike 1867, men de radikala republikanerna i senaten godkände inte utnämningen. Demokraterna utsåg 1868 Horatio Seymour till presidentkandidat och Frank Blair till vicepresidentkandidat. Under valkampanjen hävdade Blair att den militära rekonstruktionen var författningsvidrig och att det republikanska styret i sydstaterna borde störtas, något som anses ha skadat demokraternas chanser i valet.  När missnöjda republikaner bildade det liberalrepublikanska partiet allierade Blair sig med dem och blev i ett fyllnadsval utsedd till ledamot av den federala senaten. Där fortsatte han sina angrepp på den radikala rekonstruktionspolitiken. Blair spelade en dominerande roll när det liberalrepublikanska partikonventet utsåg Horace Greeley till sin presidentkandidat. Efter valet fick Blair ett slaganfall och hans arbetsförmåga försvann. Missouris guvernör utnämnde honom till statens försäkringsinspektör; en sinekur för att ge honom försörjning. Han dog 1875 efter ett fall, bara 54 år gammal.

## Politisk åskådning

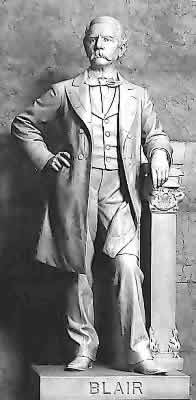
Frank Blairs staty i kapitolium i Washington.

Faderns och Andrew Jacksons nationalism och samhällssyn präglade Frank Blairs politiska åskådning. Familjen Blair var slavägare men Frank var motståndare till slaveriet, inte på grund av moraliska utan av politiska och ekonomiska skäl. Svart slavarbetskraft hotade enligt honom den fria vita arbetaren. Den vite mannen måste befrias från att tvingas konkurrera med slavarbetaren. Det var därför självklart för honom att de territorier som erövrats genom det mexikansk-amerikanska kriget skulle vara fria från slaveri. Före inbördeskriget ansåg han att lösningen på slaverifrågan var en gradvis emancipation åtföljd av en kolonisering av den afroamerikanska befolkningen i Centralamerika. Under kriget hävdade Blair att presidentens viktigaste uppgift var att bevara unionen. Orsaken till kriget var inte slaveriet utan "negerfrågan"; den vita icke-slavägande befolkningens aversion mot afroamerikaner och deras motvilja mot att acceptera befriade slavar som jämlikar. Blair stödde en kompenserad emancipation i Washington DC och i Missouri, men var motståndare till emancipationsproklamationen eftersom han trodde den skulle göra kriget svårare att vinna då den stärkte sydstaternas motståndsvilja. Efter kriget accepterade han det trettonde författningstillägget som avskaffade slaveriet, men var motståndare till det fjortonde författningstillägget som gav afroamerikaner medborgarskap och det femtonde författningstillägget som gav dem rösträtt. Blairs politiska åskådning förde honom på kollisionskurs med de radikala republikaner som växte sig allt starkare under inbördeskriget och som hade till mål inte bara slaveriets avskaffande utan även jämlikhet och medborgerliga rättigheter för den afroamerikanska befolkningen.  

## Eftermäle
Frank Blair är en av två politiker från Missouri som står staty i kapitolium i Washington. Den andre är Thomas Hart Benton. 